# سرقاط
السُرقاط أو المِرقاط أو الميركات (الاسم العلمي: Suricata) هو جنس من الحيوانات يتبع فصيلة السموريات من رتبة اللواحم. ومعنى اسمه (ميركات) باللغة السواحلية هو قط الصخور. والسرقاط ليست بذات صلة بالقطط. تعيش في مجموعات تصل إلى 30 فرداً في السهول المنفتحة القاحلة، وموطنها الأصلي صحراء كالهاري في أفريقيا الجنوبية حيث تشاهد وهو تتشمس قرب جحورها، كما توجد في بتسوانا وزيمبابوي وموزمبيق. تبحث نهاراً عن طعامها، كما تستطيع أن تحفر الجحور ولكنها تفضل الجحور التي تحفرها الحيوانات الأخرى، وتقتات على الحشرات والعناكب.
السرقاط له حلقة سوداء حول العينين، وتمتد على ذيله وظهره وكتفيه أشرطة قاتمة بشكل عرضي، وله أذنان سوداوتان تحاطان بطبقة من الفرو تساعد في حمايته من أشعة شمس الصحراء الحارقة كما توجد على العينين كذلك طبقة من الفرو الأسود.
يعمل السرقاط على مكافحة الفئران والثعابين بغاية الذكاء والحذر ويقوم بعض أفراده بالتخصص في الحراسة عن طريق القيام بالرصد والمراقبة تحسبا لأي خطر محتمل، وذلك بالوقوف على أطراف أقدامهم في مكان مرتفع حيث تحتوي أقدامهم على ما يشبه الوسائد الرقيقة التي تحميهم من حرارة الأرض، وعند ملاحظة أي خطر خصوصاً من الطيور الجارحة يصدر أفراد الحراسة من السرقاط أصواتاً تحذيرية لتسارع جميع الحيوانات بما فيهم المكلفين بالحراسة للدخول في جحورهم والاختباء فيها.

## التكاثر
تحمل أنثى السرقاط من 2 إلى 5 صغار وتبلغ مدة الحمل شهرين ونصف.

## الأعداء
الطيور الجارحة وابن آوى.

## الغذاء
الحشرات، العقارب، الزواحف، الطيور والغلال.